# Odorrana macrotympana
Odorrana macrotympana es una especie de anfibio anuro de la familia Ranidae.

## Distribución geográfica
Esta especie es endémica de Yunnan en la República Popular China. Habita en la cuenca del Irrawaddy en la prefectura de Dehong.
Su presencia es incierta en el norte de Birmania.

## Publicación original
- Yang & Rao, 2008 : Amphibia Amphibia and Reptilia of Yunnan. Yunnan Publishing Group Corporation, Yunnan Science and Technology Press, Kunming, p. 12-152.[5]